# جو هيل (كاتب)
جو هيل (بالإنجليزية: Joe Hill)‏ هو كاتب خيال علمي وكاتب وروائي وممثل أمريكي، ولد في 4 يونيو 1972 بهيرمون في الولايات المتحدة.

## أعمال

### أفلام
- (2013) قرون[17]

## وصلات خارجية
- جو هيل على موقع IMDb (الإنجليزية)
- جو هيل على موقع ميوزك برينز (الإنجليزية)
- جو هيل على موقع قاعدة بيانات الفيلم (الإنجليزية)